# Israeli American Council
El Consell Americà-Israelià (en anglès: Israeli American Council) (IAC) (en hebreu: ארגון הקהילה הישראלית-אמריקאית) és una organització americana que té com a missió: "construir i mantenir unida a la comunitat estatunidenca-israeliana durant les properes generacions i fomentar el seu suport cap a l'Estat d'Israel." El diari virtual The Huffington Post va informar que en 2017, l'IAC era l'organització jueva amb un creixement més ràpid del Món.

## Informació general
El Consell Americà-Israelià, va ser conegut inicialment com a Consell de Lideratge Israelià, va ser fundat a la ciutat de Los Angeles l'any 2007 per tal d'organitzar a la comunitat israeliana-americana.
Un grup de líders comunitaris israelians-americans es van aplegar per a formar el primer consell de directors de l'organització, que aleshores era anomenada Israeli Leadership Council (ILC). El grup fundacional va formular tres pilars clau per al futur de l'organització: enfortir a les futures generacions de ciutadans israelians-americans, així com comptar amb el suport de la comunitat jueva americana cap a l'Estat d'Israel. El ràpid creixement de l'organització va fer que l'IAC aviat s'establís com la major organització israeliana-americana dels Estats Units. En arribar l'any 2013, l'organització va canviar el seu antic nom, i va adoptar el seu nom actual Consell Americà-Israelià (IAC). En setembre de 2013, l'IAC va celebrar la seva primera conferència nacional en el Districte de Columbia.
En 2015, l'IAC va augmentar la seva presència i va establir oficines a diversos indrets del territori nacional dels Estats Units: El seu quarter general es troba a la ciutat de Los Angeles, l'IAC té oficines regionals a: Arizona, Boston, Chicago, Colorado, Filadèlfia, Florida, Houston, Nova Jersey, Nova York, Las Vegas, San Diego, San Francisco, Seattle i Washington D.C.

## Objectius
L'IAC defineix els seus objectius com els següents:
- "Connectar amb la propera generació de la comunitat, amb la seva identitat jueva, l'idioma hebreu, i amb l'Estat d'Israel."
- "Servir com a recurs financer i professional per a les iniciatives que donen suport al desenvolupament d'una comunitat israeliana-americana activa i unificada, amb unes fortes connexions amb l'Estat d'Israel, ara i en el futur."
- "Enfortir les relacions entre la comunitat israeliana-americana i la comunitat jueva americana."
- "Construir ponts entre els israelians-americans i la comunitat jueva americana dels Estats Units."
- "Donar suport a una cultura de la generositat, l'altruisme, l'activisme, crear una connexió amb Israel a nivell personal, comptar amb el suport i la participació del conjunt de la comunitat."

## Història

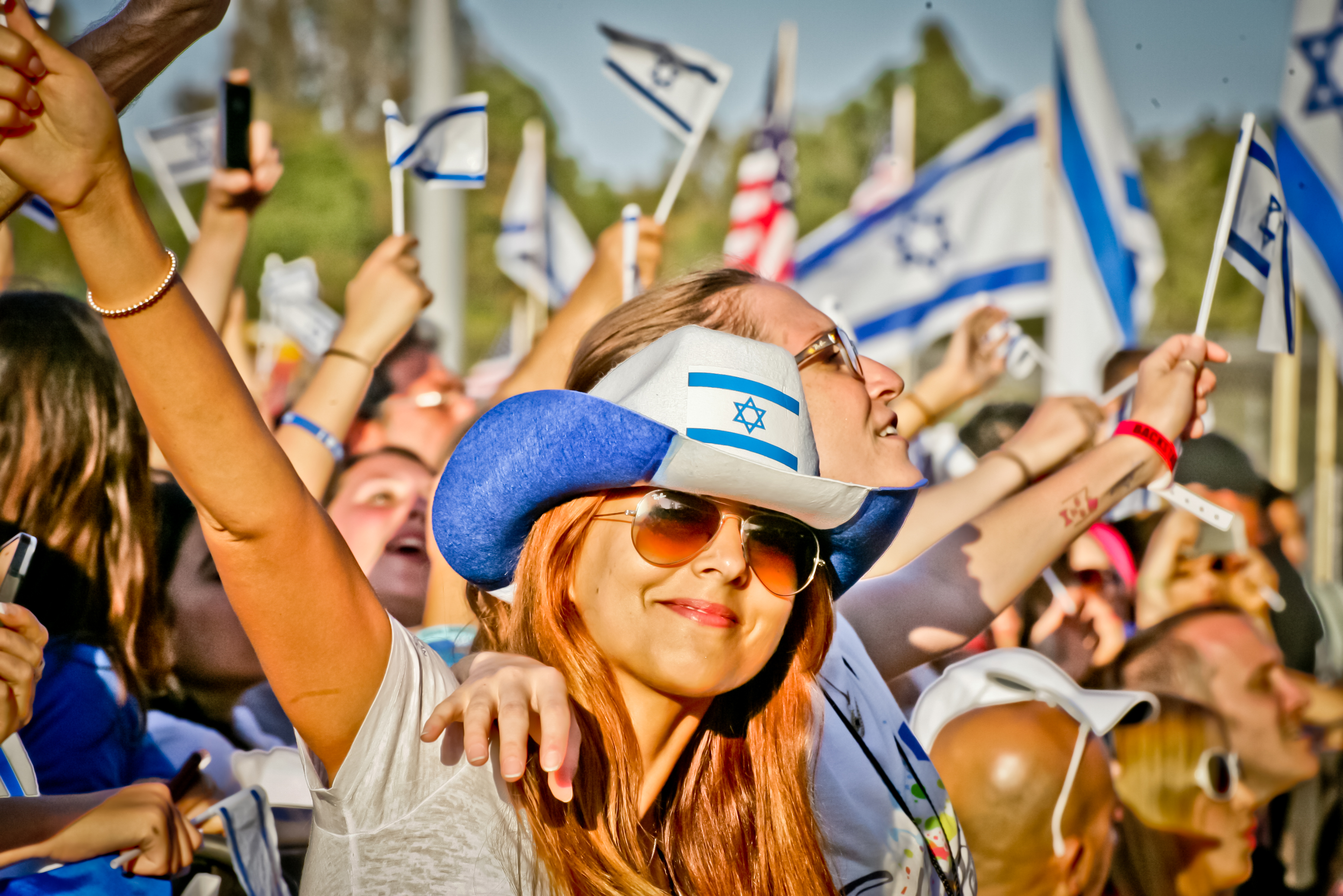
Celebrate Israel Festival a Los Angeles, 2013.

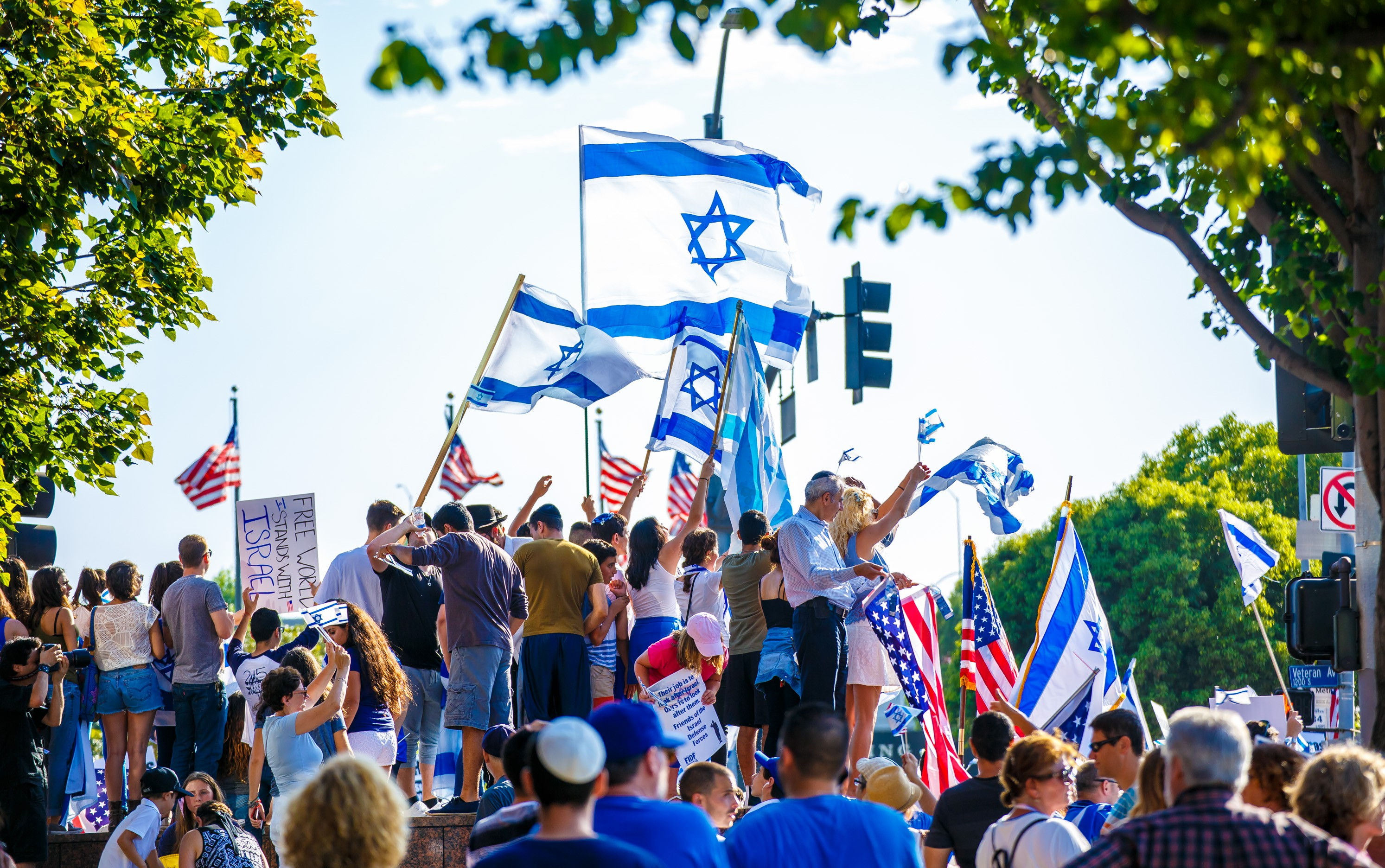
Manifestació pro-israeliana a Los Angeles, 2014.

A l'estiu de 2006, durant la Segona Guerra del Líban, el consolat israelià a Los Angeles va organitzar una manifestació pro-israeliana. Mentre que la comunitat i els seus dirigents, així com centenars de membres comunitaris varen assistir a l'acte, tan sols un grapat d'israelians-americans van participar-hi. Els organitzadors estaven decebuts en veure la baixa participació dels més de 200.000 israelians-americans que residien en aquella area, tenint en compte que els israelians-americans estaven seguint de prop els esdeveniments que aleshores tenien lloc a Israel, i que alguns d'ells fins i tot estaven liderant iniciatives de suport. Com a comunitat, no estaven organitzats o afiliats amb cap institució que fos capaç d'unir-los i liderar-los.
Reconeixent el potencial no aprofitat d'aquesta comunitat, el cònsol israelià que es trobava a Los Angeles en aquell moment, Ehud Danoch, va reunir-se amb dos veterans locals de la comunitat israeliana-americana, Danny Alpert i Eli Marmour. Danny va preparar una reunió preliminar a casa seva amb els membres actius de la comunitat Adam Milstein, Eli Tene, Steve Erdman, Naty Saidoff, Eli Marmour i Shoham Nicolet. Ells van fundar el Consell de Lideratge Israelià, en anglès: Israeli Leadership Council (ILC), amb l'objectiu de construir una comunitat israeliana-americana per enfortir a les properes generacions de la comunitat jueva americana, i donar suport a l'Estat d'Israel.
En juliol de 2007, aproximadament 80 líders comunitaris, així com homes i dones de negocis americans-israelians es van reunir a l'Hotel Hilton de Beverly Hills per assistir a un dinar organitzat pel ILC, en aquest acte va participar-hi el batlle de Los Angeles i el cònsol general d'Israel. Liderant l'ILC estaven els membres fundadors del consell: Adam Milstein, Steve Erdman, Eli Marmour, Naty Saidoff, Shawn Evenhaim, Yossi Rabinovitz i Nissan Pardo. Ells varen nominar a Danny Alpert i a Eli Tene com a copresidents del consell. Shoham Nicolet va servir com a membre fundador i com a Director Executiu.
En 2008 el ILC havia aconseguit atraure a molts líders comunitaris i homes de negocis de la comunitat, entre ells estaven Beny Alagem, Leo David i Haim Saban, que van esdevenir persones que van tenir un paper clau, donant suport al ILC. Life for Sderot en català: vida per Sderot, va ser la primera iniciativa important de l'ILC, aquest projecte va beneficiar a la població del sud d'Israel, que es trobava sota un foc constant degut als atacs amb coets. En un esforç conjunt amb el consolat israelià, el ILC va aplegar a 1.800 assistents, entre ells celebritats de Hollywood líders comunitaris i personatges públics. Els candidats a la presidència dels Estats Units de l'any 2008, Barack Hussein Obama, Hillary Rodham Clinton, i John McCain, van enviar el seu suport a través de missatges de vídeo.
Els estalvis que es va aconseguir reunir en aquest esdeveniment, van ajudar a dur les tecnologies educacionals a les escoles de la vila de Sderot. Aquesta va ser la primera vegada que els israelians-americans residents en els Estats Units, van liderar un acte benèfic per aconseguir aplegar estalvis, a través d'un esdeveniment comunitari dirigit cap al conjunt de la comunitat jueva de Los Angeles.
En 2008 l'ILC, va llançar el projecte anomenat Tzav 8, tot fent servir les noves tecnologies per a mobilitzar a milers de membres comunitaris per donar suport públicament a Israel. Aquest esforç va donar com a resultat una manifestació de més de 6.000 persones davant de l'Edifici Federal Wilshire. D'aleshores ença, l'organització ha fet servir el codi d'alerta Tzav 8 quan han tingut lloc greus crisis a Israel.
En 2009, el ILC va mantenir el seu primer sopar de gala anual. Centenars d'israelians-americans es van reunir per primera vegada per assistir a un acte benèfic de recollida de fons, amb el propòsit de contribuir amb la seva pròpia comunitat. En el segon sopar anual de gala, i des d'aleshores cada any, el President israelià, el Primer ministre, i d'altres càrrecs del govern israelià han enviat missatges de suport a l'organització i a la comunitat. En els següents dos anys, l'ILC va començar a donar suport a un cert nombre d'organitzacions, una d'aquestes organitzacions és Tzofim, l'associació dels escoltes israelians, que compta amb l'ajuda i el suport de la comunitat. Avui l'associació dona suport a més de 50 organitzacions sense ànim de lucre dels Estats Units. L'ILC també va desenvolupar nous programes.
En 2010 l'ILC va fundar BINA, una associació jueva americana de joves professionals, i l'any 2011, l'ILC va introduir el seu primer programa a nivell nacional, anomenat Sifriyat Pijama Be America, un programa per aprendre a llegir en hebreu, per a infants d'entre 2 i 8 anys, que entrega gratuïtament cada mes, llibres en hebreu per als infants de milers de famílies israelianes-americanes residents als Estats Units.
El setembre de l'any 2011, l'ILC va reclutar el seu primer director a temps complet, Sagi Balasha, que va ajudar a dirigir l'organització en un període de ràpid creixement i expansió. En el mes de novembre de 2011, la iniciativa voluntària anomenada ILC Care va ser llançada amb un concert que va comptar amb l'assistència de 6.000 persones en els Estudis Universal de Hollywood.
A l'abril de l'any 2012, l'ILC va iniciar el Celebrate Israel Festival, un festival que celebra el Yom ha-Atsmaüt, el Dia de la independència de l'Estat d'Israel, aquest acte va comptar amb l'assistència d'unes 15.000 persones a Los Angeles. En el mes de maig de l'any 2012, Shawn Evenhaim va ser anomenat nou president del consell, liderant el ràpid creixement de l'organització en els propers anys, juntament amb l'Executiu en cap Sagi Balasha i el consell directiu de l'ILC. Entre l'estiu de l'any 2011 i l'estiu de l'any 2012, més de 30.000 persones van participar en els programes de l'ILC i en els seus esdeveniments.
A mitjans de l'any 2013, l'organització gairebé va arribar a doblar les seves activitats, amb més de 50.000 participants. Com a resultat, programes addicionals van ser desenvolupats, i els programes ja existents van esdevenir més forts per a servir a les necessitats canviants de la comunitat. A l'octubre de l'any 2014, Adam Milstein es va convertir en el nou president nacional del Consell Americà-Israelià (IAC), i Shoham Nicolet va tornar per exercir el càrrec d'Executiu en cap.

## Creixement nacional

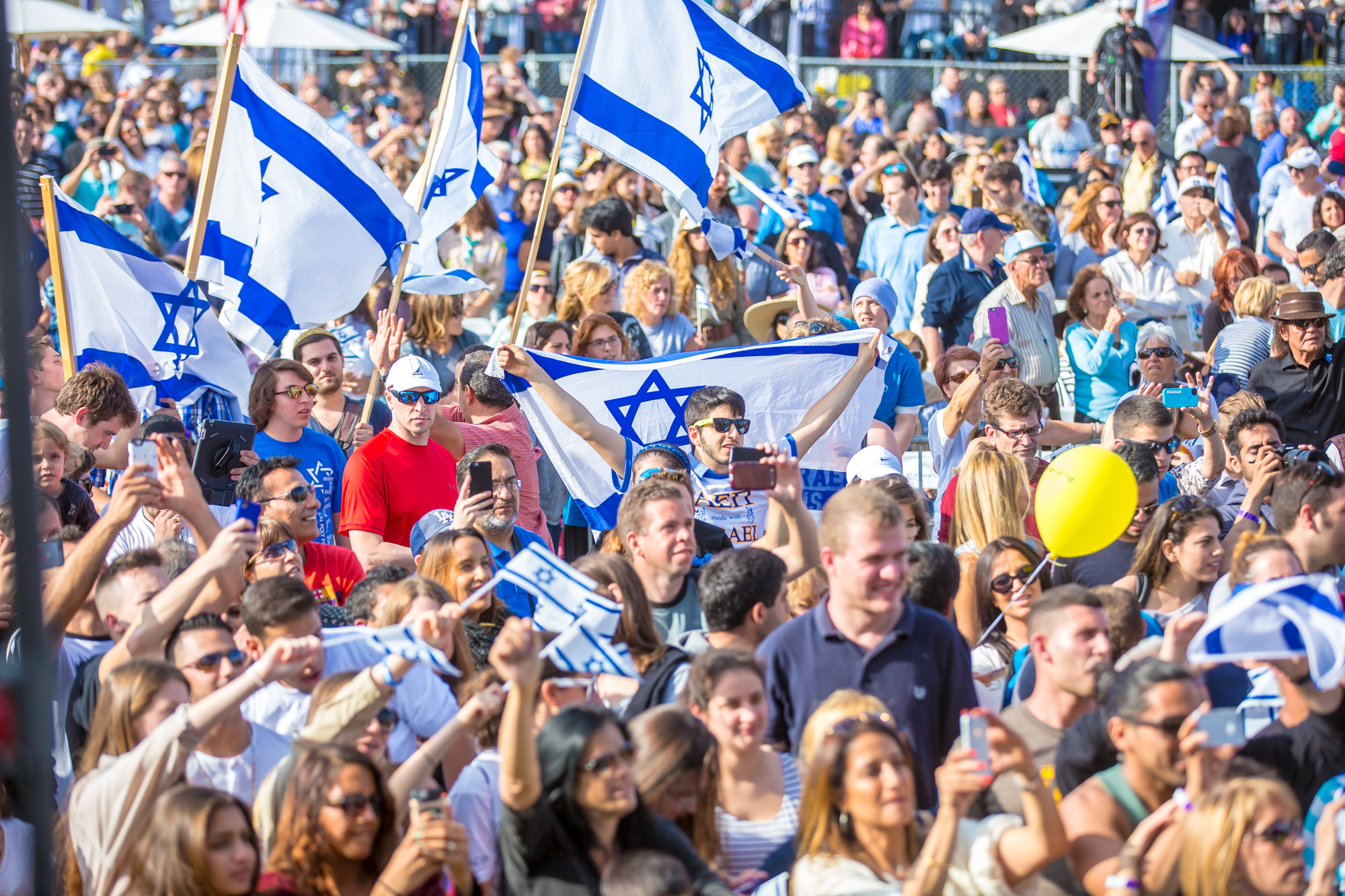
Celebrate Israel Festival a Miami, 2015.

En el 2013, l'organització va passar a anomenar-se Consell Americà-Isrelià (IAC). El nou nom va ser anunciat durant el sopar de gala anual, que va tenir lloc en el mes de març de 2013. Durant la gala, filantropistes i diversos activistes pro-israelians, com el matrimoni format per Sheldon Adelson i Miriam Adelson, es van comprometre a proveir els recursos necessaris per a fer possible que l'IAC es converteixi en una associació nacional. El setembre de 2013, el plà d'expansió nacional de l'IAC va ser llençat, oferint un model per arribar a més de 600.000 israelians-americans residents en els Estats Units.
En 2015, l'IAC havia establert diverses oficines regionals, a Los Angeles es troba la seu nacional, hi ha oficines regionals de l'IAC a: Arizona, Boston, Chicago, Filadèlfia, Florida, Houston, Nova Jersey, Nova York, Las Vegas, Seattle i Washington DC.
El consell nacional de l'IAC va créixer, tot afegint a representants de diverses regions, entre ells; Avi Almozlino (Boston), Rachel Davidson (Nova York), Yohanan Lowie (Las Vegas), Rani Ben David (Florida) i Gilly Arie (Washington DC). Amb un personal de 70 membres professionals, i un pressupost anual de 17 milions i mig de dòlars americans, l'organització ha estat servint a 200.000 participants amb una ample gama de programes i esdeveniments.
En el novembre de 2014, l'IAC va celebrar la seva primera conferència nacional a Washington DC, l'acte va aplegar a més de 750 líders comunitaris de 23 estats. El programa de la conferència presentava a diversos líders polítics dels Estats Units i de l'Estat d'Israel, a filantropistes, i a diverses veus prominents del món dels negocis, així com a membres de la comunitat israeliana-americana.
L'IAC té plans per a obrir més oficines regionals, per a satisfer les necessitats creixents de la comunitat. Els membres de la comunitat israeliana-americana son entre mig milió, i unes 800.000 persones, que resideixen actualment en el territori dels Estats Units. A partir de març de 2017, l'organització té 15 oficines regionals i duu a terme activitats en 27 estats, servint a més de 250.000 persones.

## Coalició Americana-Israeliana per a l'Acció
Anteriorment anomenada Israeli-American Nexus, la Coalició Americana-Israeliana per a l'Acció (en anglès: IAC for Action) és una organització germana del Consell Americà Israelià. IAC for Action és una organització no partidista, sense ànim de lucre, dedicada a reforçar les relacions entre Israel i els Estats Units d'Amèrica, i a fer sentir les veus dels americans-israelians davant dels polítics, en una sèrie d'afers a nivell federal, estatal i local. Algunes iniciatives de la coalició, inclouen el suport a la col·laboració econòmica entre els Estats Units d'Amèrica i l'Estat d'Israel, i dur a terme tasques de lobby, per promoure una legislació que impedeixi als governs signar contractes amb les organitzacions que discriminen els ciutadans israelians, o que formen part del moviment BDS.

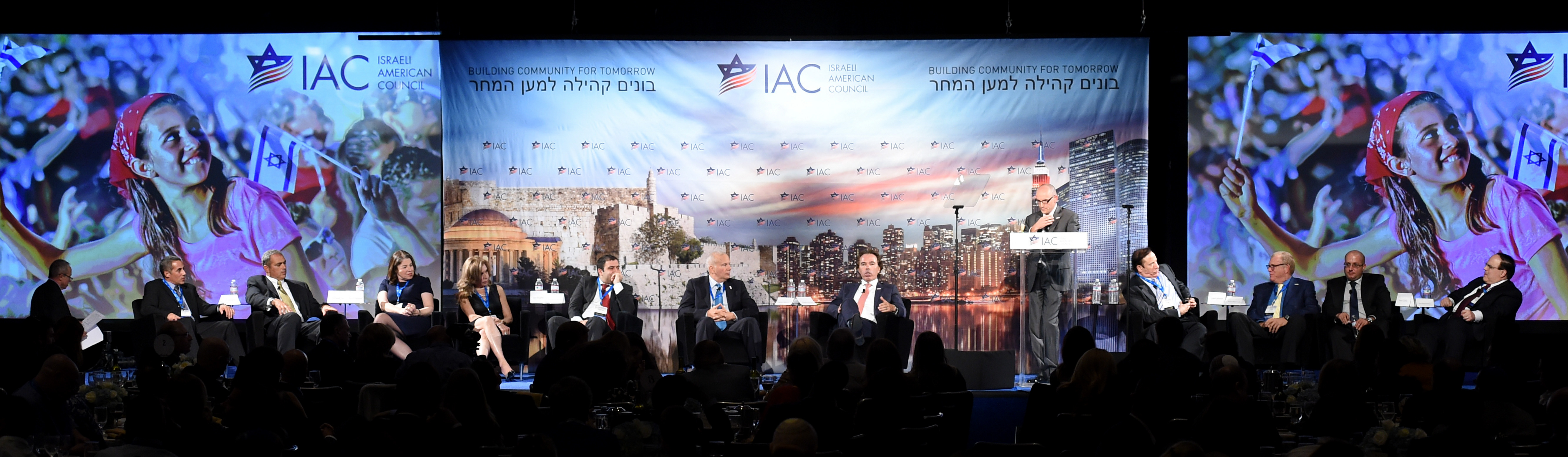
Primera Conferència Nacional de l'IAC (novembre de 2014)